# Schloss Buch am Erlbach

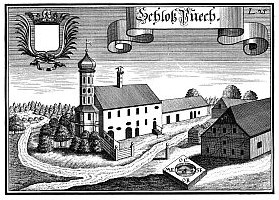
Schloss Buch am Erlbach nach einem Stich von Michael Wening (1726)

Das Schloss Buch am Erlbach ist ein abgegangenes Schloss in der niederbayerischen Gemeinde Buch am Erlbach im Landkreis Landshut.

## Geschichte
Das Schloss Buch war der Stammsitz der Pucher; vielleicht gehörte bereits Chunipert de Pohe (= Buch) diesem Geschlecht an. Er hat am 23. Januar 759 den Ort und die Kirche dem Freisinger Bischof Joseph von Verona übergeben. Diese Kirche gehörte ab 782 als Gründungsausstattung dem Kloster Frauenchiemsee. Das Kloster ließ sich 1323 von Herzog Heinrich von Herzogtum Niederbayern die Hofmarksrechte über diese Besitzungen bestätigen und hatte diese, zusammengefasst in der Propstei Buch, bis zur Säkularisation inne. Die Pucher ließen sich 1350 in Niedererlbach nieder und besaßen hier etliche Güter, aus denen zusammen mit dem Schloss die adelige Hofmark P(B)uch entstand. 1407 verkauft Ulrich der Pucher zu Puch den Zehent zu Hohenpolding an das Kloster Frauenchiemsee. Während die Linie der Pucher zu P(B)uch 1410 ganz verschwindet, bestehen die Pucher zu Niedererlbach weiter. Einer von diesen, Sigmund Puecher zu Erlbach, stirbt 1514 als Pfleger von Moosburg an der Isar. Weitere Familienmitglieder waren Rentmeister oder Pfleger. Der Bekannteste war Hans Georg Puchner, 1625-1658 Domdekan zu Freising. Er wurde mit seinen Brüdern 1641 wegen seiner Verdienste im Dreißigjährigen Krieg in den Reichsfreiherrnstand erhoben. Sie besaßen von 1672 bis 1723 u. a. Taufkirchen. Mit Adam Reichsfreiherr von Puech, Herr der Hofmarken Taufkirchen, Altenerding, Thann, Permering und Starzell zu Hohenpolding verstarb am 28. September 1722 das letzte Mitglied dieser Familie.
Durch die Verehelichung der Dorothea Pucherin mit Friedrich Griesstetter Anfang des 15. Jahrhunderts kam der Besitz zu Puch an die Griesstetter. 1443 und 1463  ist als Schlossbesitzer Andre Radlkofer zu Puch ausgewiesen. Er war Landrichter in Eggenfelden und Burghüter zu Burghausen. Seine Tochter Johanna Radlkoferin heiratete den Thoman Jud von Moosthann und Bruckberg und brachte die Besitzungen zu Puch in die Ehe mit. Thomas Jud wird 1470 und 1481 als Besitzer von Puch genannt. Da dessen beide Söhne frühzeitig verstorben waren, kamen Moosthann und Puch an die Erbtochter Veronika, die mit Georg Bunzinger zu Hohentraubach verehelicht war. Gegen den Übergang an den Georg Bunzinger erhob die Familie Jud Einspruch, wobei dieser Streit zugunsten des Klosters Seligenthal entschieden wurde. Die Klosterfrauen verkauften diesen Besitz 1544 an den herzoglichen Kanzler Thomas Rudolph, der seit 1521 auch Schloss Heidenkam besaß. Dessen Sohn, Christoph Rudolph, geriet mit dem Kloster Frauenchiemsee in Streit, da er „gegen alles Herkommen“ Bier und Branntwein ausschenken und Brot feilhalten ließ. Dadurch wurden die Untertanen der Propstei Puch nach Ansicht der Klosterfrauen geschädigt. Nach dem Tod der Christoph Rudolph verkauften seine Erben Heidenkam und Puch um 4700 fl an den Landshuter Bürger Michael Kräzl. Nach dessen Tod am  18. August 1600 erbte seine Tochter Barbara den Sitz; sie war mit Ambros Plank von Münchsdorf, dem auch Schloss Ast gehörte, verheiratet. Johann Heinrich von Plank von Münchsdorf verkaufte 1643 den von den Schweden verwüsteten Sitz Buch an Rudolph Plümbl, damals Hofrichter des Kosters Seligenthal; dieser verstarb 1658 als Kastner zu Pfaffenhofen. Seine Tochter Maria Regina Plümblin erbte danach den Sitz in Puch. Sie vermählte sich 1678 mit Isak Azinger zu Meiling. Dieser erhob Anspruch auf die niedere Gerichtsbarkeit, da seine Vorfahren die Edelmannsfreiheit besessen haben. 1679 wurde ihm die Jurisdiktion über Puch zugesprochen. 1723 wird Maria Regina Azingerin In der Hofmarkbeschreibung des Michael Wening als Besitzerin von Buch genannt. Es heißt dabei zu dem Schloss: „Ligt in einem tieffen Thall fast umb und umb mit Holtz umgeben. Ist ein gemauertes Schlößl vorhanden, von einem alten Gebäu, so zimblich abgekommen.“
In einer Urkunde von 1727 wird Guidobald Albrecht Joseph Graf von Lodron als Herr der Hofmarken Haag, Flitzing, Anglberg, Synzhausen, Attenkirchen, Apperstorf, Penzing, Neudegg, Aham, Thann und Puch genannt. Der kurfürstliche Kämmerer und Leutnant bei der Leibgarde Joseph Anton Graf von Lodron war noch 1752 Inhaber der Hofmark Buch. 1763 unterzeichnete das Hofanlagebuch der Hofmarksherr Johann Baptist Graf Fugger von Zinnenberg. Zu der Hofmark gehörten damals acht Untertanen. Danach erwarb Maximilian Reichsgraf von Preysing den Edelsitz. Von 1778 bis 1785 besaß der Lizenziat Simon Rottmanner, Hofgerichtsadvokat zu München, das Anwesen. Er war auch Inhaber von Schloss Ast. 1785 ging das Schloss auf dem Kaufweg an Johann Baptist Freiherr von Ickstadt, Kanonikus zu St. Martin in Landshut über. 1789 wurde nochmals Johann Baptist Fugger Schlossherr von Puch. Dessen Witwe Johanna verkaufte 1797 den Hofmarksbesitz an den Bierbrauer Hilz von Langquaid. Dieser wurde 1798 in den Adelsstand erhoben und nannte sich danach Johann Reichsedler von Hilz, Inhaber des adligen Hofmarksitzes Buch am Erlbach. Nach einem Rechtsstreit erhielt Franz Xaver Jonner Graf von Tettenweis den Sitz am 17. Januar 1800 gegen Zahlung von 4100 fl zugesprochen. 1801 ist hier der Bürgermeister und Erbrechtsschiffmeister zu Burghausen Franz Xaver von Moosham. 1803 erbt seine Tochter Franziska den Sitz, die mit dem Landsteuerschreiber in Burghausen Franz Xaver von Predl verheiratet war. 1820 wurde der Franziska von Predl von der Regierung die Bildung eines Patrimonialgerichts II. Klasse in Buch genehmigt, als Patrimonialgerichtshalter stellte sie Ignaz von Gäßler mit Amtssitz in Landshut ein. Nach dem Tod der Franziska erwarb den Sitz ihr Bruder Franz Xaver von Moosham, Professor an der Universität Landshut. Nach dessen Tod kam dieser Besitz an seine Tochter Kajetana. Diese war verheiratet mit Johann Nepomuk Buchinger; dieser durfte als Nichtadeliger die Gerichtsbarkeit nicht ausüben. Das Patrimonialgericht Buch wurde deshalb von 1827 bis zur Aufhebung der Patrimonialgerichtbarkeit 1848 von Landgericht Landshut verwaltet. 1848 wurde die Hofmark Buch aufgelöst und die Bauern wurden Besitzer ihrer Liegenschaften.

## Baulichkeit
Nach dem Stich von Michael Wening war das Schloss ein zweigeschossiges Gebäude mit einem hohen fünfstöckigen Turm, der wegen seines Zwiebelturms einem Kirchturm ähnelte. Angeschlossen war ein einstöckiges vermutlich landwirtschaftlich genutztes Gebäude. Das Schloss wurde von zwei Seiten vom Erlbach umschlossen, der weiter nördlich in die Sempt und dann in die Isar mündet. Das Schloss war relativ klein und wenig repräsentativ; nach den Zerstörungen 1634 während des Dreißigjährigen Krieges wurde es zwar wieder aufgebaut, aber nicht mehr von der Herrschaft bewohnt, es wurde vielmehr als Hof auf Leibrecht verpachtet. Im 18. Jahrhundert wohnte hier ein Wagner.
Im 19. Jahrhundert wurde das Schloss abgebrochen; die Reste seiner starken Mauern wurden als Grundmauern eines Bauernhofes („Angerwagner“) verwendet.